# Toni Morrison
Toni Morrison (født 18. februar 1931 i Lorain, Ohio, død 5. august 2019) var en afro-amerikansk forfatter. Hendes roman Elskede vandt i 1988 Pulitzerprisen. I 1993 modtog hun Nobelprisen i litteratur som den første afro-amerikanske kvinde.